# پولولتکاندا
پولولتکاندا (به لاتین: Polwattekanda) یک منطقهٔ مسکونی در سری‌لانکا است که در استان مرکزی (سری‌لانکا) واقع شده‌است.